# تيم واتسون
تيم واتسون (بالإنجليزية: Tim Watson)‏ هو لاعب كرة قدم أمريكية أمريكي، ولد في 13 أغسطس 1970 في فورت فالي في الولايات المتحدة.

## وصلات خارجية
- تيم واتسون على موقع مرجع كرة القدم المحترفة.كوم (الإنجليزية)